# Mertxe Aizpurua
Mertxe Aizpurua Arzallus (Usurbil, 18 gennaio 1960) è una politica e giornalista spagnola e basca.

## Biografia
Nasce nel 1960 a Usurbil, nella provincia basca di Gipuzkoa.
È stata editrice del quotidiano Egin fino alla sua chiusura nel 1998, e della rivista Punto y Hora de Euskal Herria. Nel settembre del 1984 Punto y Hora pubblica un editoriale su due paramilitari separatisti e un'intervesta al fratello di un membro dell'ETA che era rimasto ucciso a Tafalla mentre maneggiava un ordigno esplosivo. A causa di ciò, l'anno successivo è stata condannata dall'Audiencia Nacional a un anno di carcere per supporto al terrorismo, più il divieto di lavorare come giornalista per un anno.
Nel 2009 fonda il quotidiano Gara, del quale è direttrice fino al 2004. Nel giugno del 2001 viene interrogata da Baltasar Garzón, giudice dell'Assemblea Nazionale, per aver pubblicato un'intervista con due leader dell'ETA. Nel 2004 il caso è stato respinto.
Attualmente dirige 7K, la rubrica domenicale di Gara. Nel 2018 ha pubblicato una biografia su José Miguel Beñaran Ordeñana, leader dell'ETA meglio noto come "Aragala".

### Carriera política
Nel 2011 vince le elezioni municipali di Usurbil con la coalizione Bildu, e occupa la carica di sindaca fino al 2015. Nello stesso periodo è presidente di Udalbitza, un'associazione che riunisce tutti i partiti di ideologia nazionalista basca.
Nell'aprile del 2019 si candida alle elezioni con il partito Euskal Herria Bildu e viene eletta nella circoscrizione di Gipuzkoa. Dal dicembre dello stesso anno svolge il ruolo di portavoce del partito nel Congresso dei Deputati.

## Vita privata
Ha una laurea in scienze dell'informazione. È sposata con Fermin Munarriz e ha un figlio.

## Opere
- Argala: Pensamiento en acción.Vida y escritos (2018)